# Světelná reklama
Světelná reklama je jednou z částí oboru signmakingu a zahrnuje světelné reklamní prvky. Často se ale (nesprávně) používá termín světelná reklama i pro celý obor signmaking, protože tento termín nemá český ekvivalent. Proto se někdy pod pojmem světelná reklama naleznou i nesvětelné reklamní prvky.
Původně byly k výrobě světelné reklamy a světelných nápisů používány barevné světelné trubice plněné plynem – (neon, argon). Odtud pochází název neonová reklama (anglicky: Neon Signs).
Z důvodu cenové úspory byly od 80. let 20. století neonové trubice nahrazovány postupně zářivkami a výbojkami, tam kde to bylo technicky možné. V současné době jsou výbojky a zářivky vytěsňovány z důvodu úspor a životnosti (LED) diodami. Diody se používají buď pouze jako světelné zdroje nebo ve formě matric jako světelné obrazovky.
LED (reklama) a nápisy s použitím LED technologie jsou úsporné, mají dlouhou životnost a okamžitou svítivost. Kromě nápisů podsvícených speciálními LED diodami se používají barevné LED panely. Tyto speciální diodové matice mají řídící jednotku, která s pomocí počítačového programu vytváří obrazce nebo vizi pohybu. Tento princip je použitý u jiných typů „pohybující se“ světelné reklamy kde zdání pohybu je vytvořeno přepínáním dvou či více obrazců a nebo
S pomocí programu, který ovládá správné načasování rozsvícení a zhasnutí každého z bodů matice.
S rozvojem LED a (LCD) se používají velkoplošné LCD nebo LED panely a obrazovky.
Inteligentní LCD displaye jsou vyráběny pro samoobslužné pulty kde kamera snímá pohyb hlavy nebo pohyb očí zákazníka a podle zjištěného zájmu o vystavený sortiment zobrazuje informace o konkrétním sortimentu na který se klient právě podívá.

## Základní rozdělení
- Jednostranné panely: Je to světelný box, jehož korpus je vyroben z hliníku nebo z plastů. Čelní plocha je vyrobena z plexiskla nebo alternativních plastů. Pro velkoplošné aplikace je čelní strana tvořena vypnutou prosvětlovací PVC plachtou (bannerem). Technologie prosvíceného plachty umožňuje realizaci velkých ploch bez dilatačních spár. Grafika může být buď tištěná, nebo řezaná z translucentních fólií. Prosvícení je realizováno zářivkovými trubicemi nebo svítícími diodami (LED).
- Oboustranné panely: Oboustranné světelné panely se umisťují kolmo na fasádu nebo mohou být zavěšeny pod strop. Panely umístěné kolmo na fasádu jsou vlastně vystrčené do ulice a proto se jim také někdy říká výstrčka nebo výstrč. Oboustranné panely se vyrábí ze stejných materiálů jako jednostranné panely a liší se pouze v konstrukčním řešení.
- Světelné znaky a loga: Jsou samostatně vytvarovány z kovu nebo plastu, uvnitř jsou duté a podle typu jsou prosvíceny neonem nebo LED umístěnými uvnitř.
- Otočné panely: Toto je varianta světelných panelů, které jsou zároveň otočné. Mívají zpravidla dvě nebo více stran.
- Diapanely: Jsou variantou prosvětlených panelů, kdy čelní stěna je složena ze dvou vrstev (nejčastěji opálového a čirého plexiskla) a mezi ně se vkládá výměnný diapozitiv.
- Hranou nasvětlené desky: Jedná se o desku z čirého plexiskla nasvícenou z hrany. Grafika je na zadní straně vytvořena gravírováním, které může být doplněno barevnými plochami. Gravírované kontury při prosvícení září. Osvětlení zářivkovými trubicemi nebo LED, které jsou umístěny v hliníkovém profilu na hraně desky.
- Prořezané panely: Panel je zhotoven z neprůsvitného materiálu, v němž jsou prořezány motivy (loga, písmena) a podloženy plexisklem. Uvnitř panelu je umístěn světelný zdroj (LED, zářivka) a při prosvícení svítí pouze prořezané části.
- Plexintarzie: Je varianta prořezaného panelu, kdy skrze prořezané otvory je prosazené silné čiré plexisklo vyřezané ve tvaru otvoru, Čelo čirého plexiskla bývá opatřeno ještě další průsvitnou či neprůsvitnou deskou. Světelný panel, jehož základ tvoří rám svařený z hliníku se zadní stranou z AL plechu. Jako vnější plochy je použito neprůsvitné desky (většinou plech nebo sendvičová deska dibond), do které je v čelní ploše proříznuta grafika. Do vzniklých otvorů jsou vsazeny znaky z masivního plexi s čelní plochou v požadovaných barvách. Znaky vystupují z plochy a při prosvícení svítí čelní plocha a kolem vzniká světelná aura. Pro vnitřní prosvícení se používají zářivkové trubice nebo LED.
- Totemy, pylony a věže: Totem reprezentuje reklamní panel, který jde od země a má větší výšku (2 a více metr), což je například ukazatel cen paliv u čerpací stanice. Pylon nebo reklamní věž je většinou kovová konstrukce, na které je ve větší výšce umístěná světelná reklama. Koruna reklamní věže může mít jakýkoli tvar, standardem je jednostranný či oboustranný reklamní panel, nebo trojboká či čtvercová koruna.
- LED řádkové panely: Světelné panely zhotovené z bodových LED, které zobrazují pouze texty v jednom nebo více řádků. Z důvodu úspory ceny bývají často pouze jednobarevné.
- LED obrazovky: Jsou panely osazené LED, které mohou zobrazovat plně grafické informace (fotografie, videa). Obrazovky dosahují i velkých rozměrů (5 x 10 m).
- 3D nápisy a písmena: Mohou být umístěny na fasády budov nebo do interiérů. Jsou vyráběny v plastických tvarech z kovových i nekovových materiálů a vyplněny LED technologií nebo svítivými plyny.